# Aphytis comperei
Aphytis comperei är en stekelart som beskrevs av Debach och Rosen 1976. Aphytis comperei ingår i släktet Aphytis och familjen växtlussteklar.
Artens utbredningsområde är Jamaica. Inga underarter finns listade i Catalogue of Life.